# Kultura Gallinazo
Kultura Gallinazo, zwana czasem kulturą Virú – jedna z kultur andyjskich okresu formacyjnego. Powstała na północy dzisiejszego Peru, w pobliżu Ekwadoru. Czas jej trwania datowany jest na okres od ok. 200 p.n.e. do ok. 300 r. Została odkryta w  dolinie Virú, znaleziska rozciągają się od rzeki Santa do granic Ekwadoru. W nich znaleziono  ruiny fortec zbudowanych z suszonej cegły adobe. Budowali liczne kanały i zbiorniki wodne dla celów nawadniania ziem uprawnych. Stosowali również jak nawóz guano. Ceramika pochodząca z tych wykopalisk zdobiona jest techniką negatywu, tj. pokrywano woskiem elementy dekoracyjne przed wypalaniem. Podczas wypalanie wosk topił się, a powierzchnia nim pokryta pozostawała jaśniejsza.  Niektóre wyroby formą przypominają ceramikę związaną z kulturą Mochica. W grobach należących do kultury Gallinazo znaleziono fragmenty tkanin i wyroby z metalu. Zmarłych grzebano w pozycji kucznej.